# Partido Federalista do Rio Grande do Sul
Partido Federalista do Rio Grande do Sul foi um partido brasileiro que existiu durante a República Velha. Foi fundado em 1892 por Gaspar Silveira Martins, e defendia o federalismo, o parlamentarismo e o liberalismo. Foi a força por trás da Revolução Federalista, guerra civil que, no quadro geral da República da Espada, representou genuína reação armada à república que se instalara. Pretendia o fortalecimento do Brasil como União Federativa, desprovida da autonomia radical da Primeira República; o sistema parlamentar de governo; e a revisão da Constituição do Rio Grande do Sul de 1891, escrita por Júlio de Castilhos, com teor excessivamente positivista. O conflito logo tomaria projeção nacional, com a tomada de Desterro e Paranaguá, com auxílio de insurrectos da Marinha, e o plano de cerco à Capital Federal.
Brutalmente suprimida a Revolução, seria a principal oposição aos governos de Antônio Augusto Borges de Medeiros, principal liderança do PRR após a morte de Castilhos. Borges de Medeiros governou o estado por 25 anos. Contrários à quinta eleição de Borges de Medeiros, em 1922, a terceira consecutiva, e que teria sido fraudada, o Partido Federalista, liderado por Joaquim Francisco de Assis Brasil e Raul Pilla, se engajou na Revolução de 1923, conflito civil gaúcho que opôs chimangos (partidários de Borges de Medeiros) e maragatos (partidários de Assis Brasil).
O Partido Federalista do Rio Grande do Sul deu origem, em 1928, ao Partido Libertador.